# Маний Курий (трибун)
Маний Курий (на латински: Manius Curius) е политик на Римската република през началото на 2 век пр.н.е. по време на Втората македонско-римска война (200 -197 пр.н.е.).

## Биография
Произлиза от плебейската фамилия Курии. Вероятно е внук на Маний Курий Дентат (консул 290, 275 и 274 пр.н.е.).
През 198 пр.н.е. Маний Курий е народен трибун заедно с Марк Фулвий. Според Ливий двамата са против кандидатурата за консул на Тит Квинкций Фламинин, понеже той е само квестор и не е минал останалите служби на cursus honorum, но Сената пренебрегва тяхната опозиция и го избира заедно със Секст Елий Пет Кат.